# Tsahal (film)
Tsahal est un documentaire français réalisé par Claude Lanzmann, sorti en 1994.

## Fiche technique
- Titre : Tsahal
- Réalisation : Claude Lanzmann
- Pays d'origine :  France
- Format : couleurs - Mono - 35 mm
- Genre : documentaire
- Durée : 316 minutes
- Date de sortie : 1994

## Distribution
- Ehud Barak : lui-même
- Amos Oz : lui-même
- Ariel Sharon : lui-même